# 제이슨 헤이워드
제이슨 엘리아스 헤이워드(Jason Alias Heyward, 1989년 8월 9일 ~ )는 미국의 야구 선수로, 메이저 리그에 소속되어 있는 로스앤젤레스 다저스의 외야수이다.